# Jan Nušl
Jan Nušl (19. října 1900 Hradec Králové – 16. září 1986 Praha) byl český šperkař, sochař, designér, pedagog a restaurátor.

## Život
Narodil se v rodině astronoma Františka Nušla a učitelky Aloisie rozené Doležalové. Otec mu vštípil základy rukodělné práce s kovy. Studoval na Odborné škole zlatnické a stříbrnické v Praze (1916–1918) a vyučil se stříbrníkem u Josefa Hoffmanna. Dále studoval v letech 1920–1936 na Uměleckoprůmyslové škole v Praze, základy ornamentálního modelování u Karla Štipla, figurální plastiku u Josefa Mařatky a Bohumila Kafky, až získal specializaci v ateliéru pro modelování v kovu Jaroslava Horejce, jemuž se stal roku 1946 spolupracovníkem a později nástupcem.
Souborné výstavy díla se dočkal u příležitosti svých osmdesátin roku 1980 v Galerii Československý spisovatel v Praze na Národní třídě pod vedením komisaře výstav Karla Šmída. Jeho dílo bylo oceněno titulem Zasloužilý umělec.
Nušl zemřel 20. září 1986 v Praze a byl pohřben na Břevnovském hřbitově.

### Pedagog
Ve školním roce 1945–1946 nastoupil jako profesor modelování a cizelování na Odborné škole šperkařské v Turnově, od školního roku 1946–1947 vytvořil a do roku 1973 vedl specializovaný ateliér šperku a zpracování kovů na Vysoké škole uměleckoprůmyslové v Praze, kde se habilitoval. Z jeho ateliéru vyšlo 40 absolventů, vesměs šperkařských osobností. K významným žákům patřili například Anton Cepka, Josef Symon, Vratislav Karel Novák, nebo Alena Nováková, která se roku 1959 stala jeho odbornou asistentkou a od školního roku 1973–1974 převzala celý ateliér.

## Výtvarné dílo
Ve 20. a 30. letech vytvářel tepané měděné plastiky v životní velikosti na sociální a sportovní motivy, portréty a sochy zvířat. Zpočátku byl ovlivněn klasiky kubistické generace (Archipenko, Lipchitz, Gutfreund, Zadkine), později směřoval ke stále většímu tvarovému zjednodušení. V mezinárodním měřítku se prosadil roku 1937, kdy spolu s Antonínem Heythumem a Antonínem Procházkou získal stříbrnou a zlatou medaili za skleněnou mozaiku na Světové výstavě v Paříži. Těžištěm jeho tehdejší práce byly realizace monumentálních prvků architektury z různých kovů. Spolupracoval s architekty Vladimírem Grégrem, Ladislavem Machoněm nebo Františkem Cubrem. Z okouzlení kubismem se brzy dostal ke konstruktivismu a abstrakci.

### Šperky
Nušl se věnoval šperku už od 40. let, kdy tvořil především brože s figurálními motivy. Šperk pojímal jako plochý miniaturizovaný reliéf, v němž nepravidelný obryz vymezoval motiv ženské hlavy nebo aktu. Jeho šperkařskou kariéru přerušilo roku 1950 nucené zrušení živností a státní zabavování drahých kovů. Koncem 50. let tvořil především plastické závěsy s motivy ptáků a aktů, ale postupně se propracoval k abstrakci, inspirované sochami Henry Moora a Barbary Hepworth. Nušl se zasloužil o obnovení prestiže šperkařství úspěchem vystavených zlatých šperků s českými granáty na Světové výstavě EXPO 58 v Bruselu, za něž získal Velkou cenu. Šlo především o závěsy ve tvaru dutých asymetrických vajíček a valounů, řešených jako volná plastika, jejichž vnitřní část byla osazena českými granáty. Využil přitom nové technologie lepení drahých kamenů.

### Umělecký design a práce v architektuře
Nušl obdržel ocenění za mříž, zhotovenou pro halu kina Bruselského pavilónu na Světové výstavě EXPO 58 v dílnách Ústředí uměleckých řemesel v Praze. Další mříže navrhl například pro dům U Hybernů v Praze (1957). V architektuře byl realizován také jeho design osvětlovacích těles (provedlo družstvo Napako), insignie nebo volná plastika. Příležitostně se svými žáky zasáhl i do zlatnického restaurování na Pražském hradě (ve Svatovítském pokladu zhotovili kopii Svatováclavské přilby, konzervovali stříbrný náhrobek sv. Jana Nepomuckého v katedrále sv. Víta), kde tyto práce dokončila Alena Nováková.

### Dílo ve veřejném prostoru
- Reliéf malého státního znaku ČSR na motorový vůz M 290.0 (Slovenská strela)
- Část figurální kompozice na stěnách smuteční síně krematoria, Klatovy

### Zastoupení ve sbírkách
- Uměleckoprůmyslové museum v Praze (šperky a pozůstalost, převzatá po Nušlově smrti z jeho ateliéru)
- Muzeum umění Olomouc
- Severočeská galerie výtvarného umění v Litoměřicích
- Galerie hl. m. Prahy (plastiky Ležící žena a Ženské torzo – hliník)
- Národní technické muzeum (osvětlovací tělesa)
- Národní muzeum (medaile – numismatická sbírka)
- Muzeum skla a bižuterie Jablonec nad Nisou
- Museum für Kunsthandwerk, Frankfurt nad Mohanem